# クリス・マセーリ
クリス・マセーリ（Chris Mauceri、1990年10月6日 - ）は、アメリカ合衆国の男性キックボクサー。ニューヨーク出身。Stockade Muay Thai所属。

## 来歴
2014年5月23日、Lion Fight 15でケビン・ロスと対戦しTKO負け。
2016年2月26日、Lion Fight 28でNick ChasteenにKO勝ち。
2016年6月24日、K-1 WORLD GP 2016 IN JAPAN ～-65kg世界最強決定トーナメント～に参戦。1回戦でイリアス・ブライドにKO負け。
2016年7月22日、GLORY 32でギガ・チカーゼと対戦しKO負け。
2017年4月29日、GLORY 40でシエ・ユーハンと対戦し判定負け。
2018年10月13日、Lion Fight 48でショーン・クランシーと対戦し判定負け。

## 獲得タイトル
- TAKE ON Muay thai王者